# Burg Grabow (Lüchow)
Die Burg Grabow ist eine abgegangene spätmittelalterliche Burganlage der Herren von Plato im Ortsteil Grabow in der Gemeinde Lüchow im niedersächsischen Landkreis Lüchow-Dannenberg.

## Geschichte
Die Geschichte der Burg ist durch das Geschlecht der Herren von Plato geprägt, die noch heute in Grabow ansässig sind. Zum ersten Mal wurden sie als Vasallen der Grafen von Lüchow im Jahr 1264 urkundlich erwähnt. Nach dem Verkauf der Grafschaft an das Herzogtum Braunschweig-Lüneburg 1321 waren die Herzöge ihre Lehnsherren. Ihr Stammsitz im „Jammerbroke“ wird in seiner ersten Erwähnung 1466 als „Neue Burg“ bezeichnet. Dies bedeutet, dass vorher schon eine ältere Burganlage existiert haben muss, deren Lage aber unbekannt ist.
1466 erlaubte Herzog Otto V. von Braunschweig-Lüneburg vier Brüdern und Vettern von Plato eine Burg – die oben genannte „Neue Burg“ – zu erbauen, sie mit Planken, Graben, Mauern und Brücken zu versehen, Zugangswege anzulegen und in ihr Häuser aus Stein und Fachwerk zu errichten. In einer Teilungsurkunde von 1497 werden ein „altes Haus“, ein „neues Haus“ mit Küche und Keller und ein Backhaus erwähnt. Die Erwähnung eines Priesters lässt auf die Existenz einer Kapelle schließen.1564 musste die Burg wegen Baufälligkeit wieder neu aufgebaut werden. Im Dreißigjährigen Krieg wurde sie 1642 schwer beschädigt. 1911 musste die Burg abgerissen werden, da der durch die Regulierung der Jeetzel sinkende Grundwasserspiegel die Pfahlgründungen verrotten ließ. An der Stelle des ehemaligen Vorwerks wurde das heutige Wohnhaus des Oberguts errichtet.

## Beschreibung
Die Burg nimmt ein rechteckiges Areal von 72 × 80 m Seitenlänge mit abgeschrägten Ecken ein. Der umgebende Wassergraben von 10–20 m Breite zeichnet sich vor allem im Südosten der Anlage noch deutlich ab. Im Unterholz sichtbare, große Feldsteine stammen wahrscheinlich von den Fundamenten der ehemaligen Gebäude. Ein kleiner Teil der Burg wird heute als Familienfriedhof der Herren von Plato genutzt. Der Rest der Burgstelle ist mit Laubbäumen überwachsen.